# Aurensan (Gers)
Aurensan település Franciaországban, Gers megyében. Lakosainak száma 132 fő (2022. január 1.). Aurensan Lannux, Labarthète, Projan, Verlus és Viella községekkel határos.

## Népesség
A település népességének változása:
| Lakosok száma | 170  | 167  | 136  | 128  | 138  | 135  | 134  | 133  | 133  | 132  |
|               | 1968 | 1982 | 1990 | 2006 | 2013 | 2015 | 2017 | 2019 | 2020 | 2022 |